# Boeing KC-97 Stratofreighter
Boeing KC-97 Stratotanker là một loại máy bay chở dầu chiến lược của Hoa Kỳ, được phát triển dựa trên loại Boeing C-97 Stratofreighter. Kế nhiệm KC-97 là loại Boeing KC-135 Stratotanker.

## Biến thể
Nguồn: AIRTime
XC-97
YC-97
YC-97A
YC-97B
C-97A
KC-97A
C-97C
VC-97D
C-97E
KC-97E
C-97F
KC-97F
C-97G
EC-97G
KC-97G
GKC-97G
JKC-97G
HC-97G
KC-97H
YC-97J
C-97K
KC-97L

## Quốc gia sử dụng

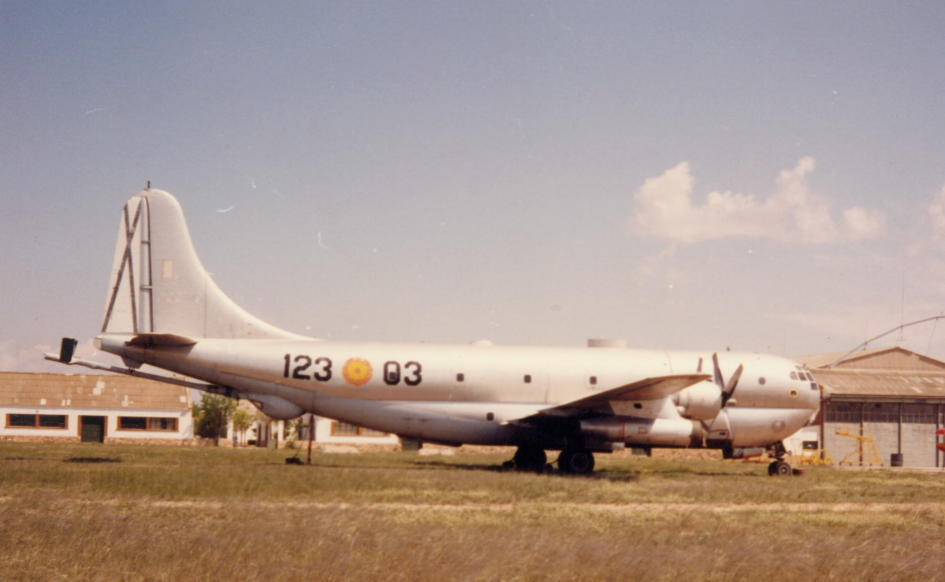
Boeing KC-97L Stratotanker của Tây Ban Nha tại Albacete

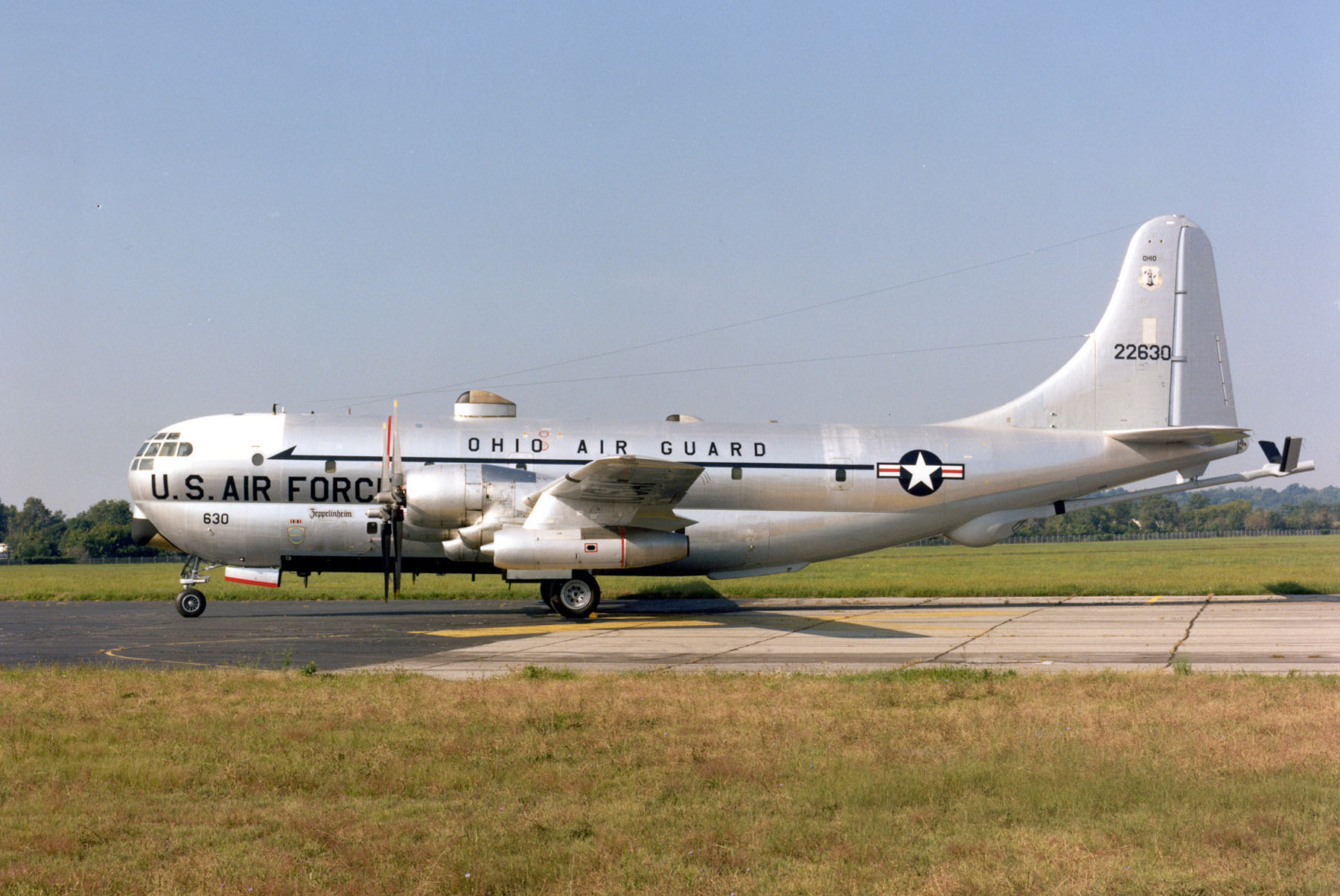
KC-97L Zeppelinheim

Tây Ban Nha
- Không quân Tây Ban Nha

Israel
- Lực lượng phòng vệ Israel

 Hoa Kỳ
- Không quân Hoa Kỳ

## Hình ảnh

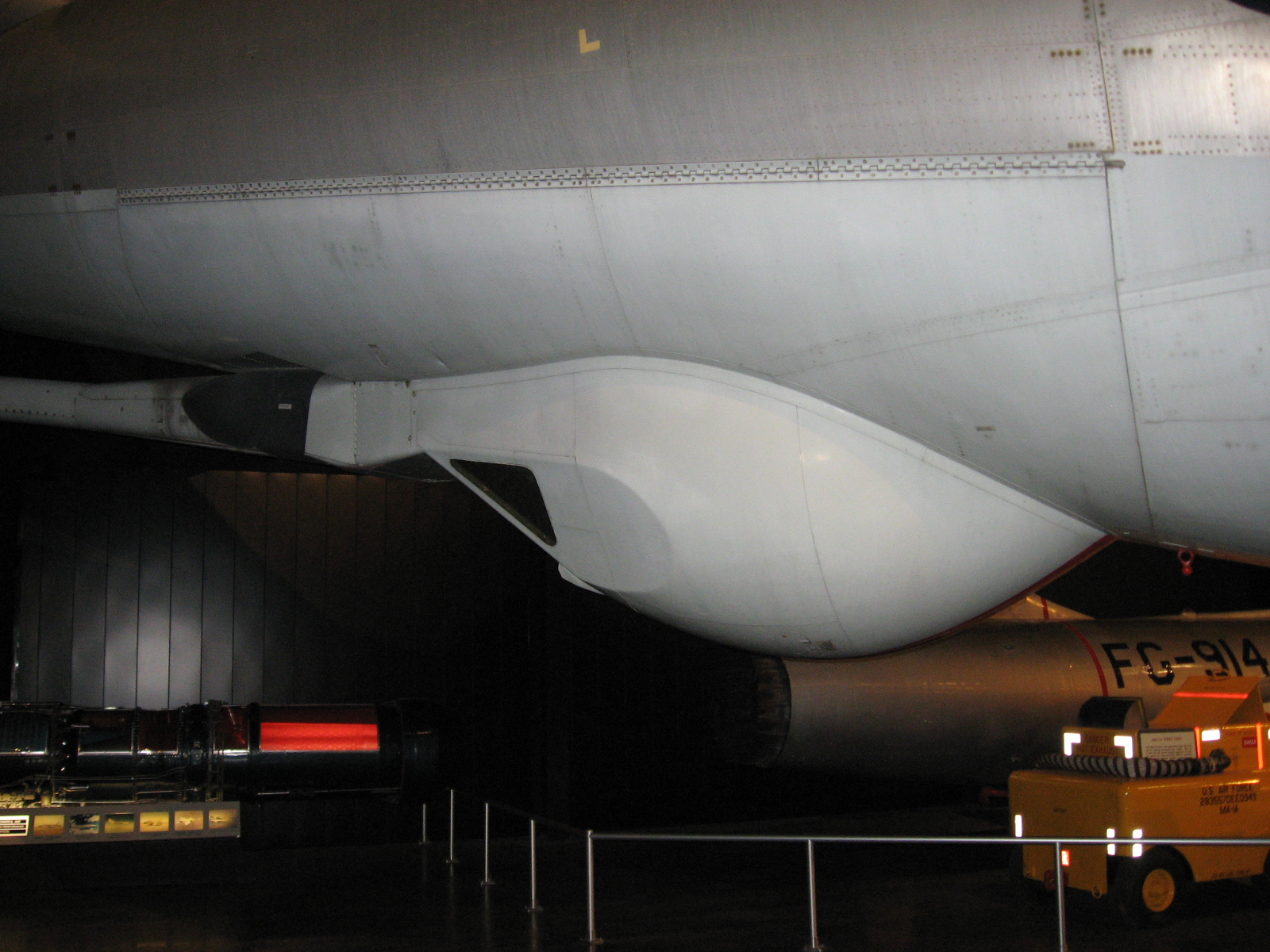
KC-97 Boom Pod
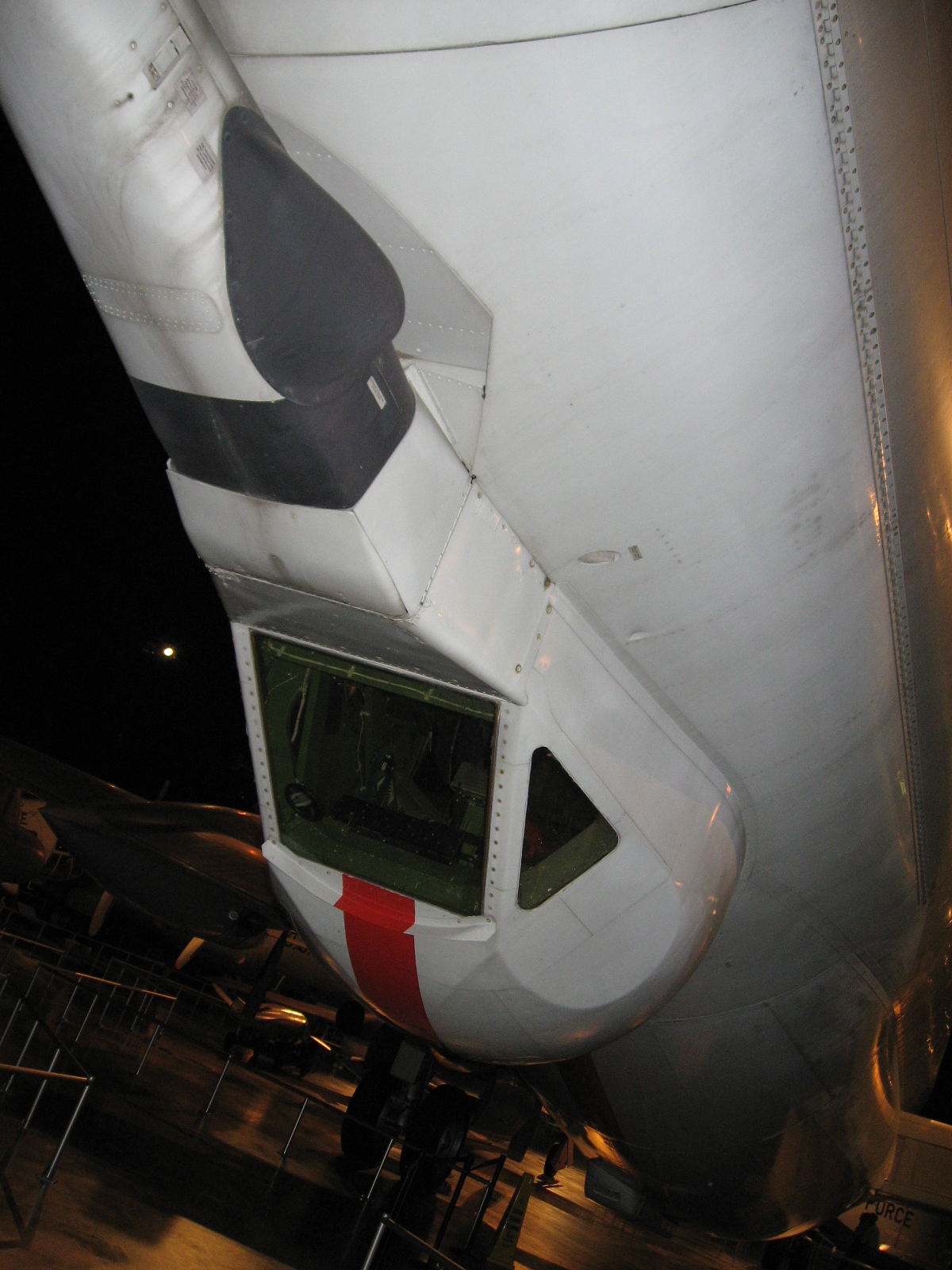
KC-97 Boom Pod
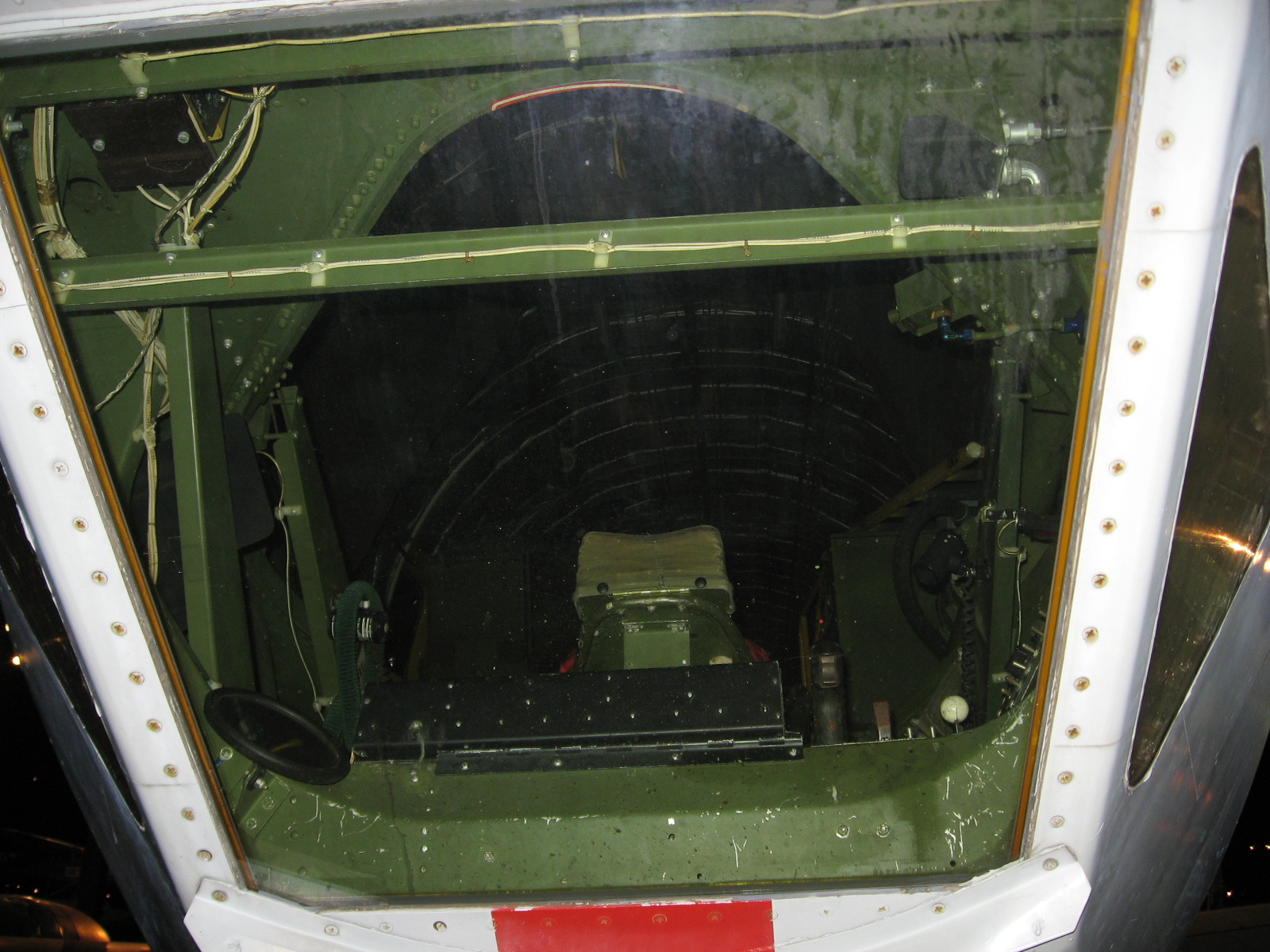
KC-97 Boom Pod
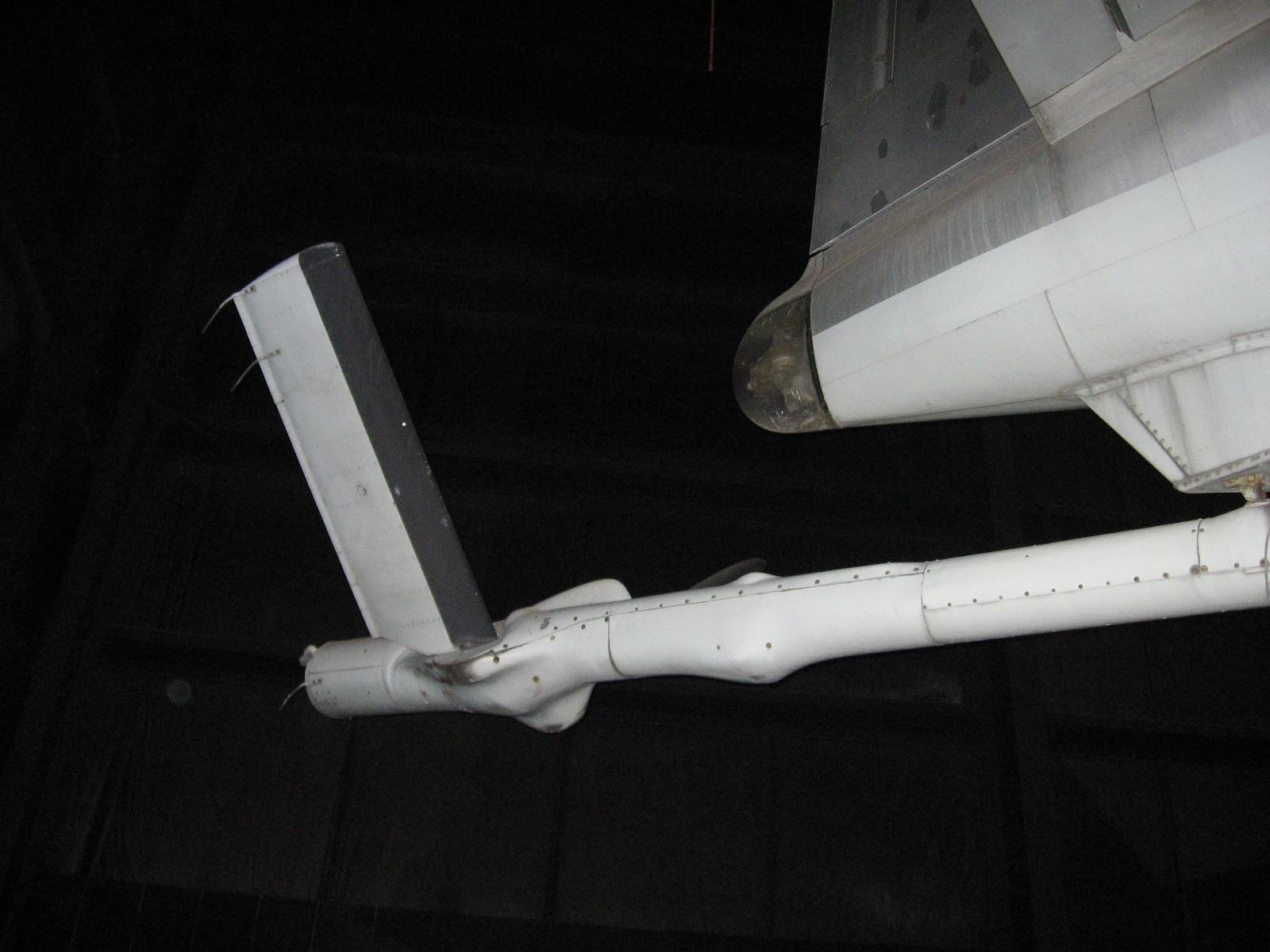
KC-97 Boom
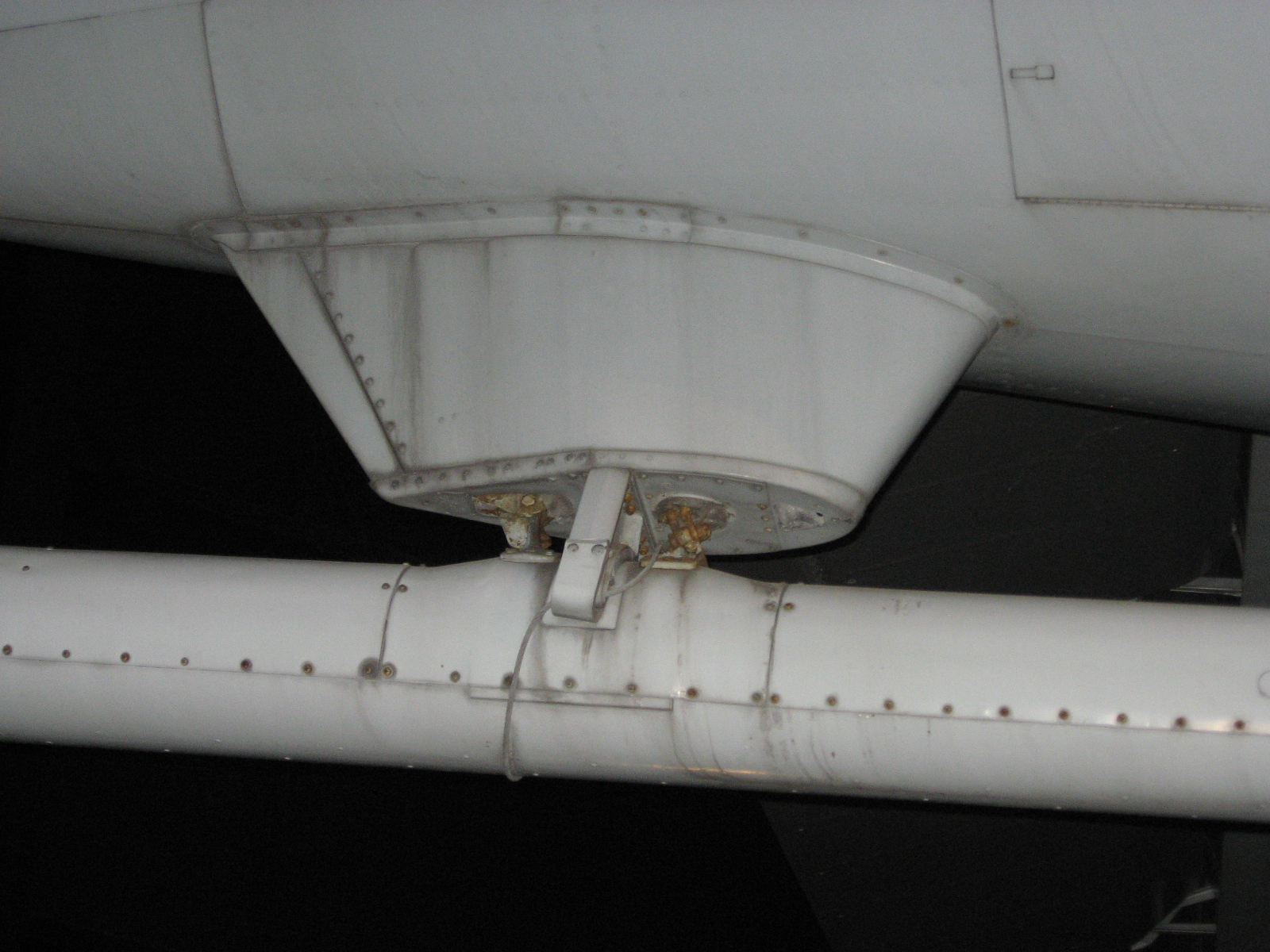
KC-97 Boom
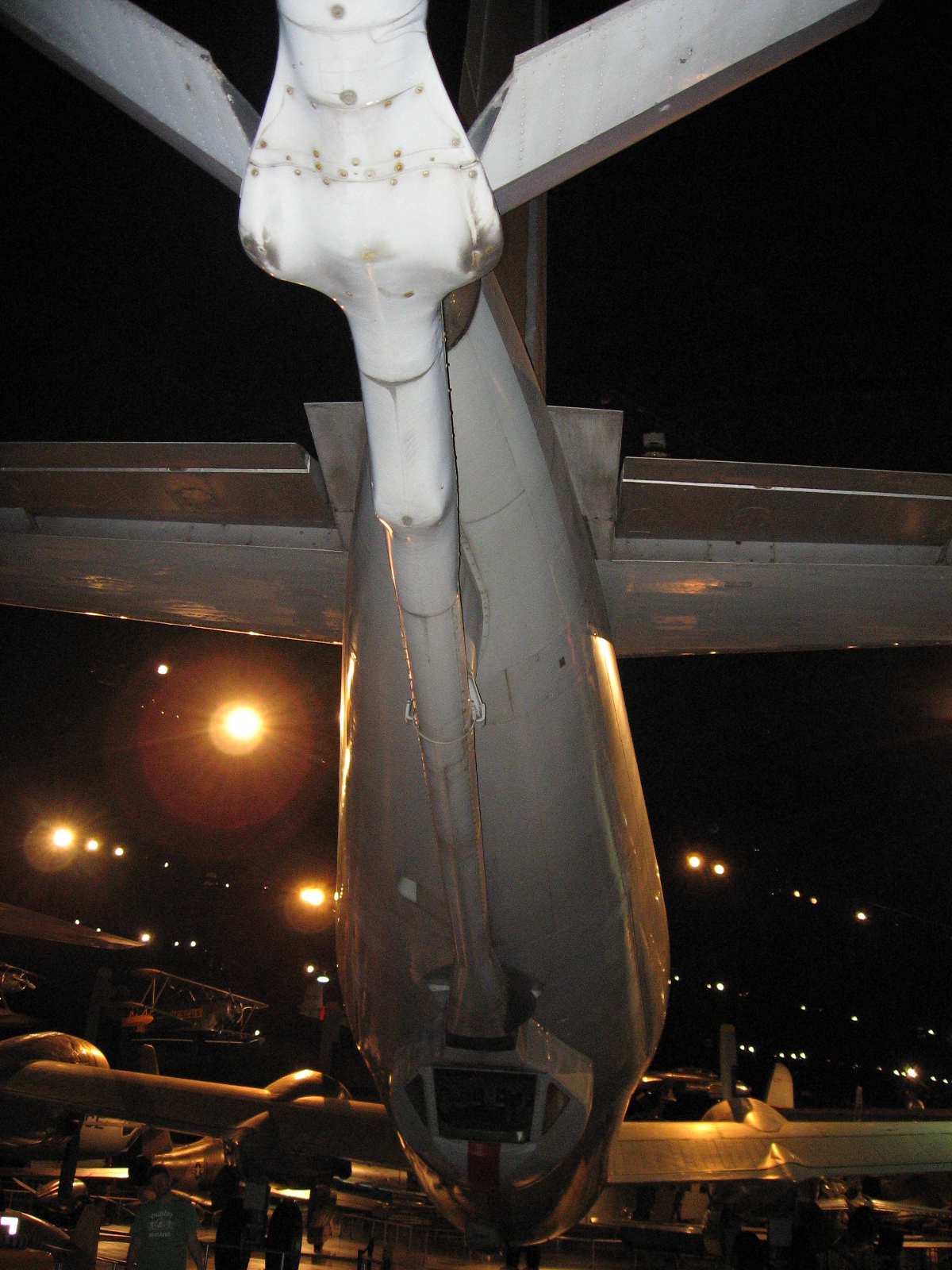
KC-97 Boom

## Tính năng kỹ chiến thuật (KC-97L)
Dữ liệu lấy từ USAF Museum  and FAS.
Đặc điểm tổng quát
- Kíp lái: 6
- Sức chứa: 9.000 gal (34.000 L) nhiên liệu phản lực
- Chiều dài: 117 ft 5 in (m)
- Sải cánh: 141 ft 2 in (m)
- Chiều cao: 38 ft 4 in (m)
- Diện tích cánh: ft² (m²)
- Trọng lượng rỗng: 82.500 lb (kg)
- Trọng lượng có tải: 153.000 lb (kg)
- Trọng lượng cất cánh tối đa: 175.000 lb (kg)
- Động cơ:
  - 2 × General Electric J47-GE-23 kiểu turbojet, 5.790 lbf (kN)  mỗi chiếc
  - 4 × Pratt & Whitney R-4360-59 kiểu động cơ piston, 3.500 hp (kW)  mỗi chiếc

 Hiệu suất bay 
- Vận tốc cực đại: 400 mph (644 km/h)
- Vận tốc hành trình: 230 mph (370 km/h)
- Tầm bay: 2.300 mi (3.700 km)
- Trần bay: 30.000 ft (m)
- Vận tốc lên cao: ft/phút (m/s)
- Tải trên cánh: lb/ft² (kg/m²)
- Công suất/khối lượng (cánh quạt): hp/lb (kW/kg)